# Pere Lluís Escrivà

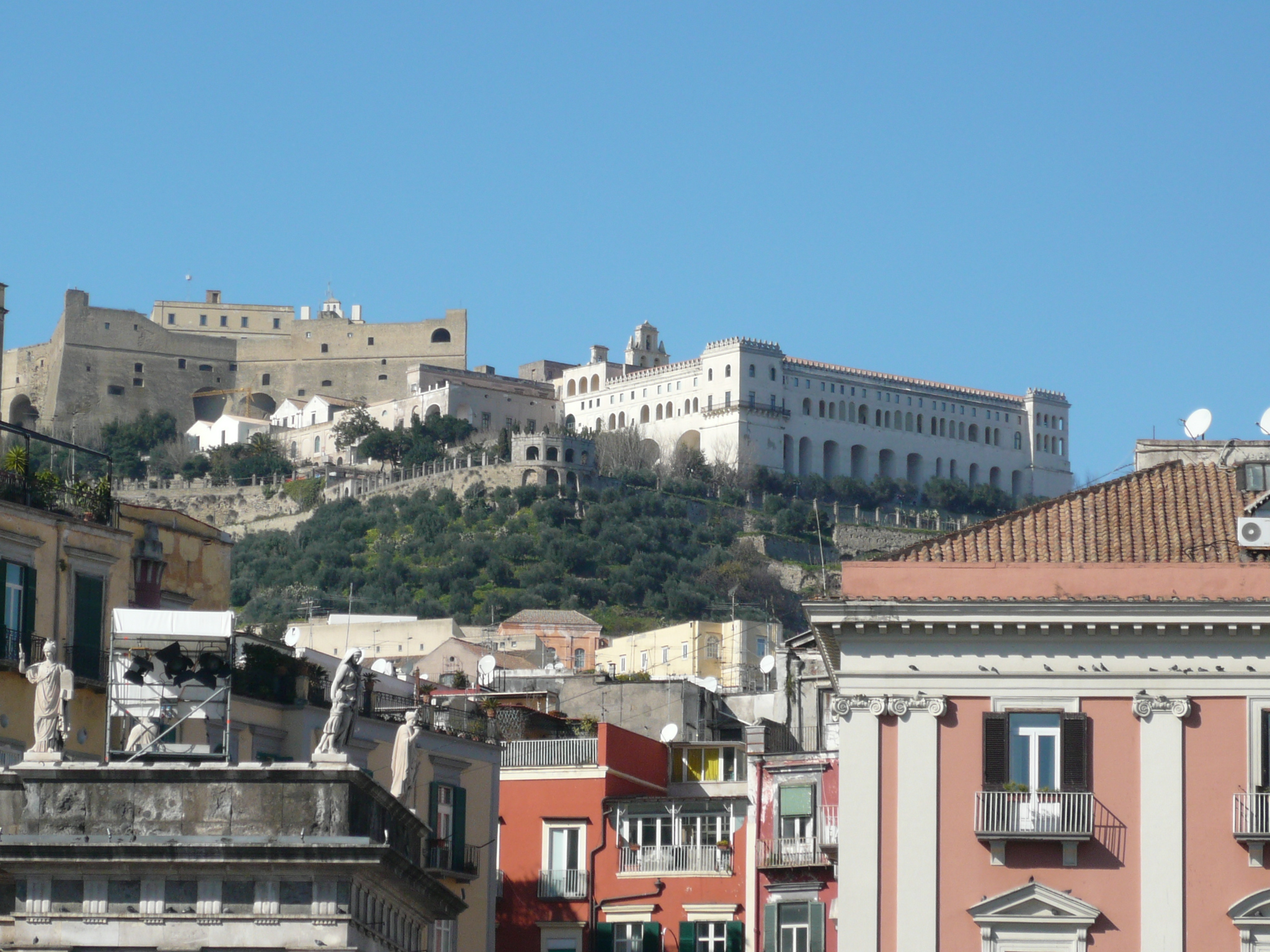
Castel Sant'Elmo, Napoli

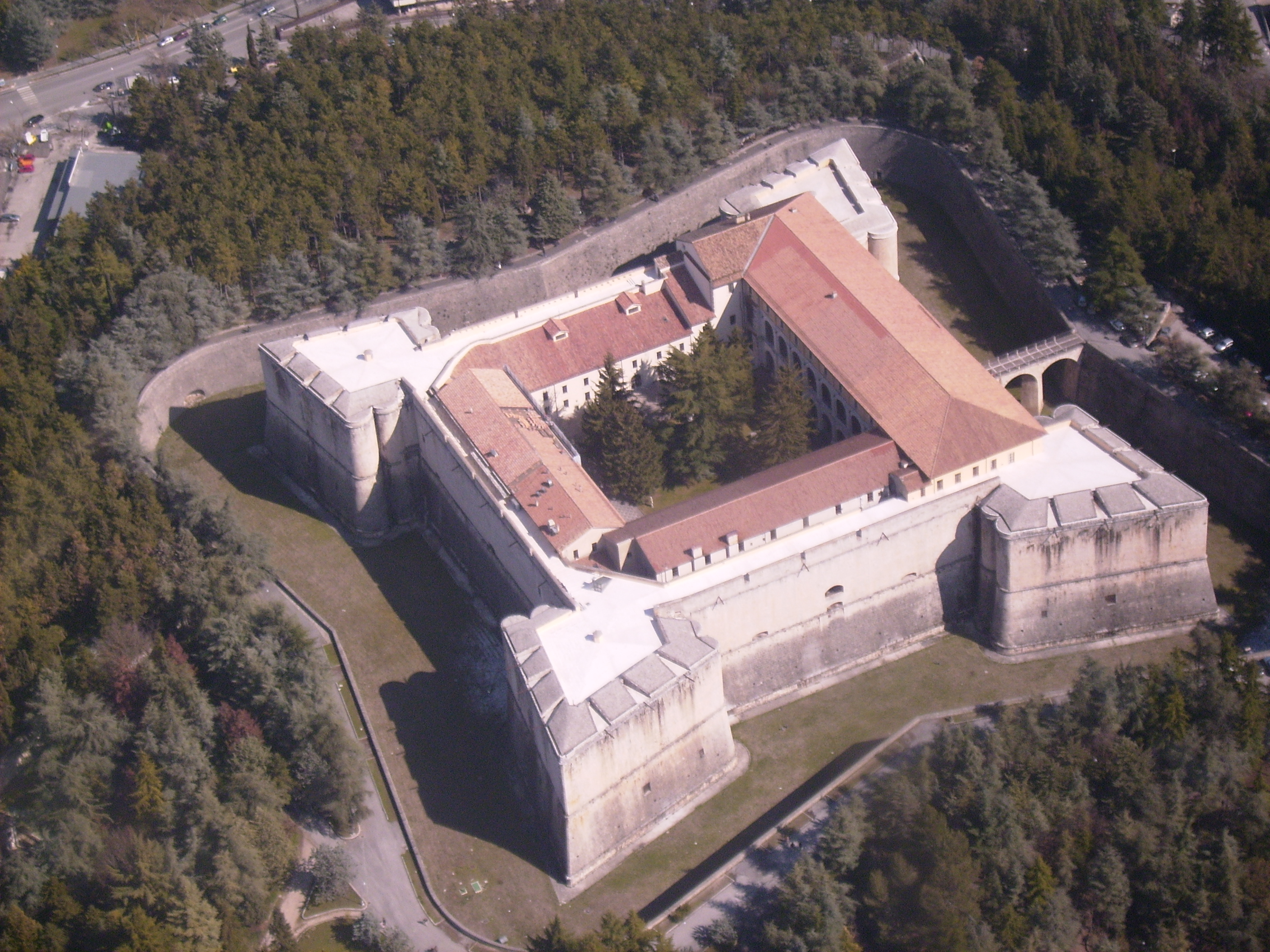
Forte spagnolo, L'Aquila

Pere Lluís Escrivà o Pedro (Pirro) Luis Escrivà (València cap a 1490 - ?) va ser un important arquitecte militar al servei de Carles V. Provenia d'una família noble. Va entrar a l'Orde cavalleresc de Sant Joan de Jerusalem. Va participar com a militar en la revolta dels Comuneros i el setge de Nàpols de 1528. Va defensar Nàpols davant el francès Lautrec. Va aprendre de l'enginyer militar Gabriele Tadino, i és l'autor d'una Apologia publicada el 1538. Se li atribueix erròniament l'autoria de l'obra Veneris Tribunal (1537) dedicada a Francesco Maria della Rovere.
Les fortificacions més notables d'Escrivà van ser el Forte spagnolo de L'Aquila i el Castel Sant'Elmo; aquest darrer presenta una planta estelada.
Una altra obra d'Escrivà és la Torre di Martinsicuro continuada per Martin da Seguera.